# IMT Nord Europe
Die IMT Nord Europe (ehemals École des Mines de Douai) ist eine französische Ingenieurhochschule, die 1878 gegründet wurde.
Die Hochschule bildet Ingenieure mit einem multidisziplinären Profil aus, die in allen Bereichen der Industrie und des Dienstleistungssektors arbeiten.
Die IMT Nord Europe ist in Douai und in Villeneuve-d’Ascq. Die Schule ist Mitglied der Université Lille Nord de France.